# Ciutadella de Neamț

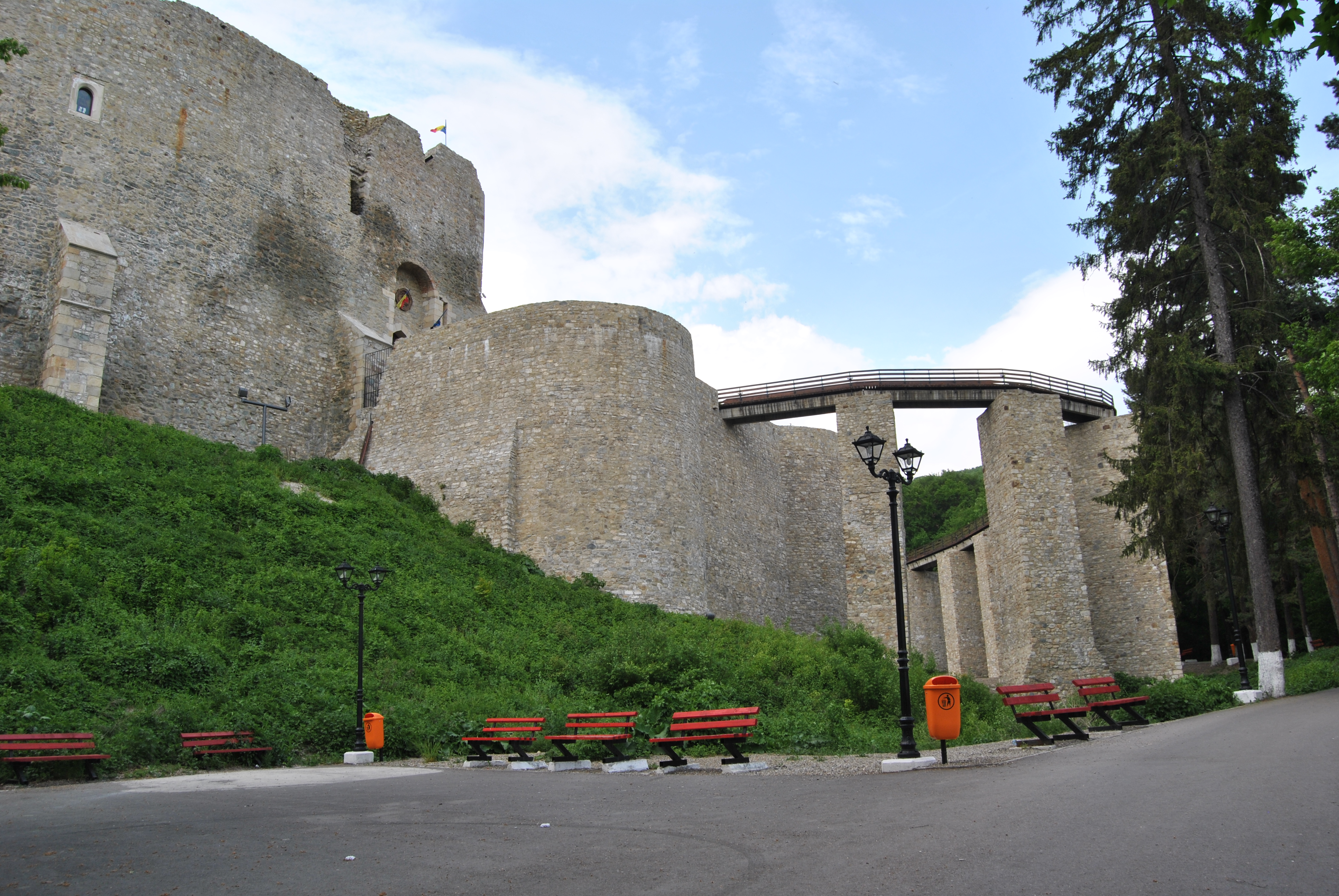
Carretera i rampa d'accés a la fortalesa

La Ciutadella de Neamț (en romanès: Cetatea Neamț or Cetatea Neamțului) és una fortalesa medieval situada al nord-est de Romania, prop de Târgu Neamț, comtat de Neamț.
Va ser construït a Moldàvia del segle xiv durant el regnat de Petru I de Moldàvia i es va expandir al segle XV. La ciutadella va tenir un paper clau en el sistema de defensa d'Esteve III de Moldàvia, juntament amb Suceava, Hotin, Soroca, Orhei, Tighina, Chilia i Cetatea Albă.

## Història
La manca d'informació fiable sobre els orígens de la fortalesa de Neamț havia donat lloc a diverses hipòtesis la fiabilitat de les quals sovint es qüestionava. Diversos historiadors i filòlegs, com A.D. Xenopol, B.P. Hasdeu, D. Onciul, consideren que, segons la butlla papal de 1232, els cavallers teutònics de Bârsa havien construït entre el 1211 i el 1225 al vessant oriental dels Carpats un castrum muntissimum que més tard es va identificar com la ciutadella. La hipòtesi germànica (teutònica o saxona) va ser assumida per molts historiadors romanesos i sostinguda per tots dos: -el "Neamt" onomàstic del lloc, que en llengües eslava i romanesa significa "alemany" -i per l'estil de fortificació, típic dels militars alemanys imperials arquitectura dels segles XII-XIV del període Hohenstaufen. Els cavallers alemanys "els saxons" han estat nomenats per fortificar els passos dels Carpats contra les freqüents incursions bàrbares a Transsilvània. Els saxons s'han instal·lat a Transsilvània (Siebenbürgen, set castells) des de llavors, 150 anys abans de la fundació dels principats posteriors de Valàquia i Bogdània (Moldàvia).
Les investigacions arqueològiques de la ciutadella no han revelat cap evidència d'una fortificació abans del regnat del príncep Pere II (1375-1391) i les monedes més antigues descobertes al lloc provenen del mateix regnat. El nom podria estar relacionat amb el nom del districte i posteriorment del comtat de Neamț on més tard (és a dir, principis del segle XIV) es van establir colons saxons a la propera ciutat de Baia (coneguda llavors com a Moldau).

## Galeria

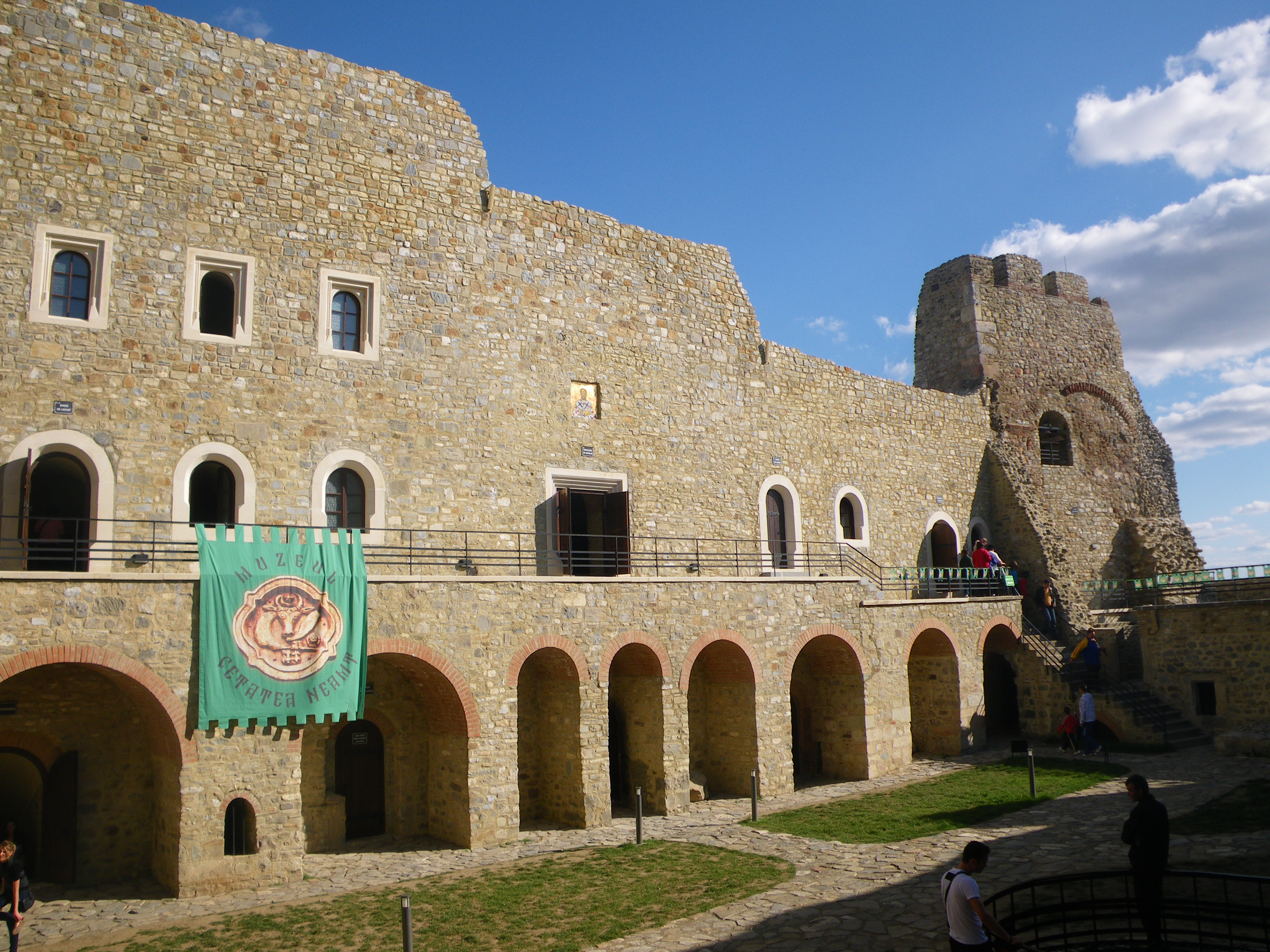
Cort interior
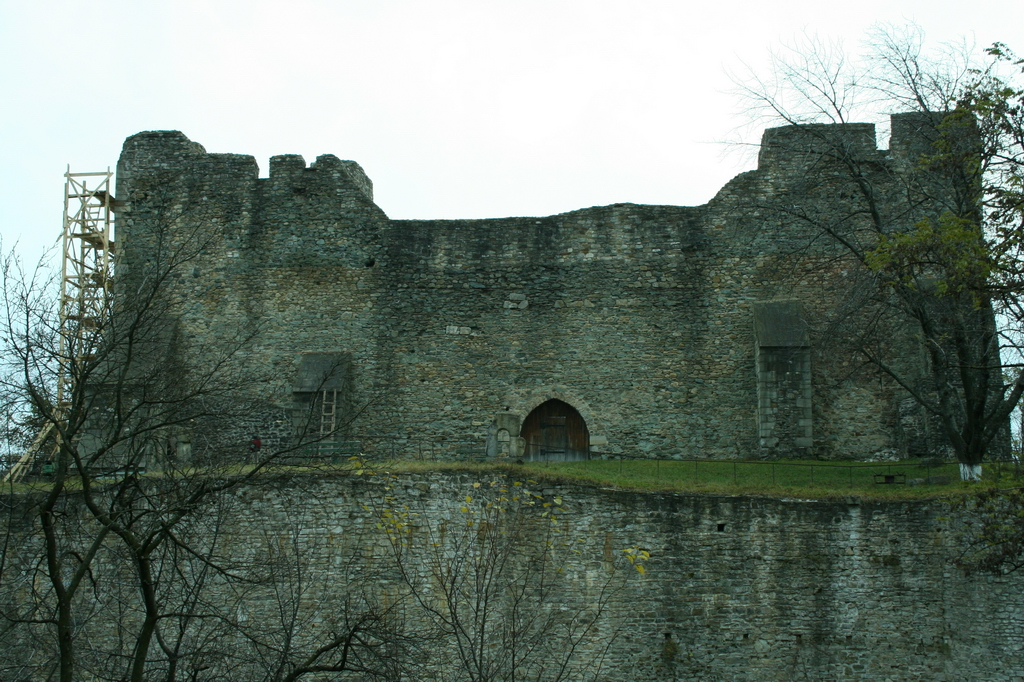
Ciutadella de Neamț
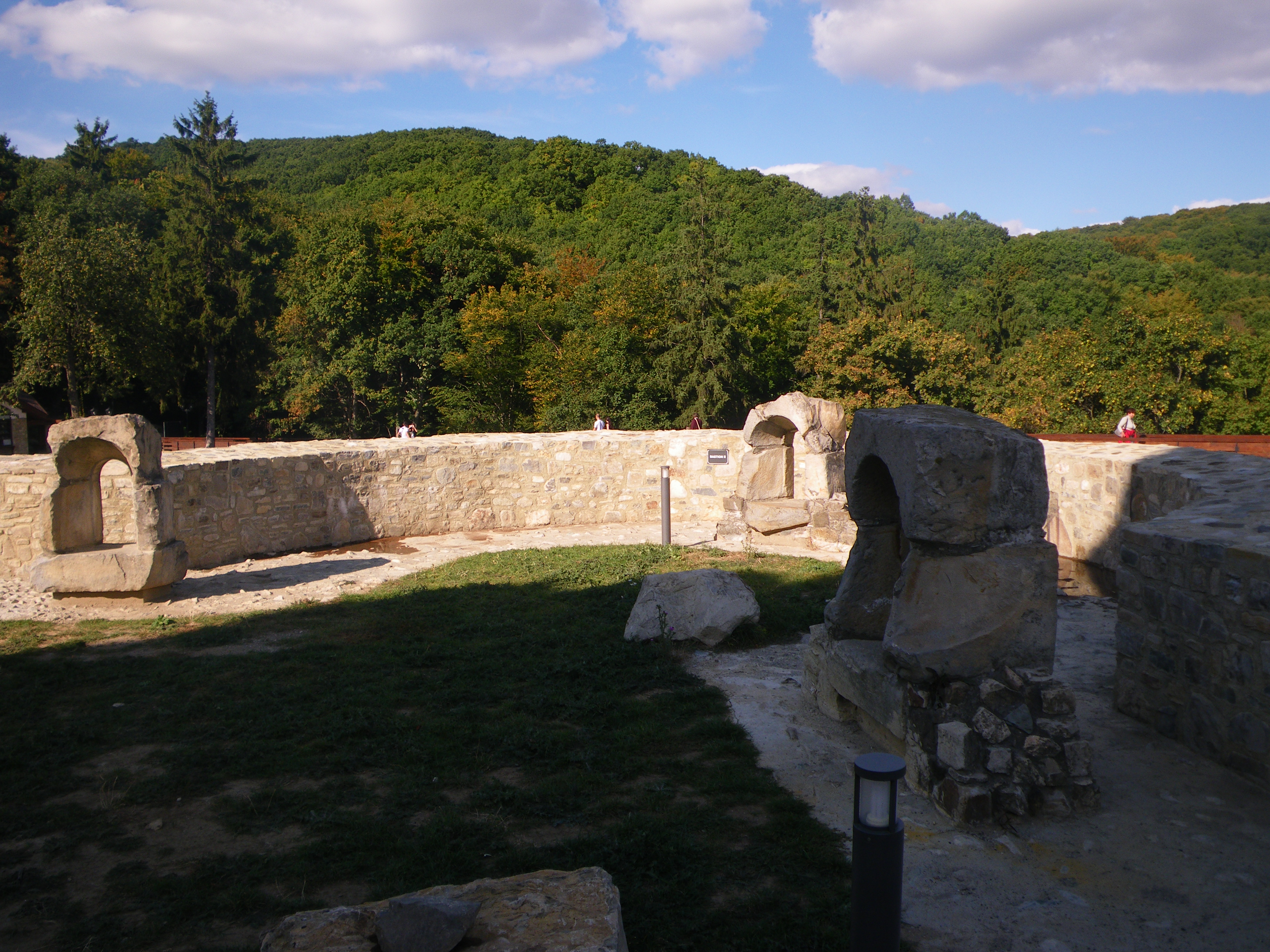
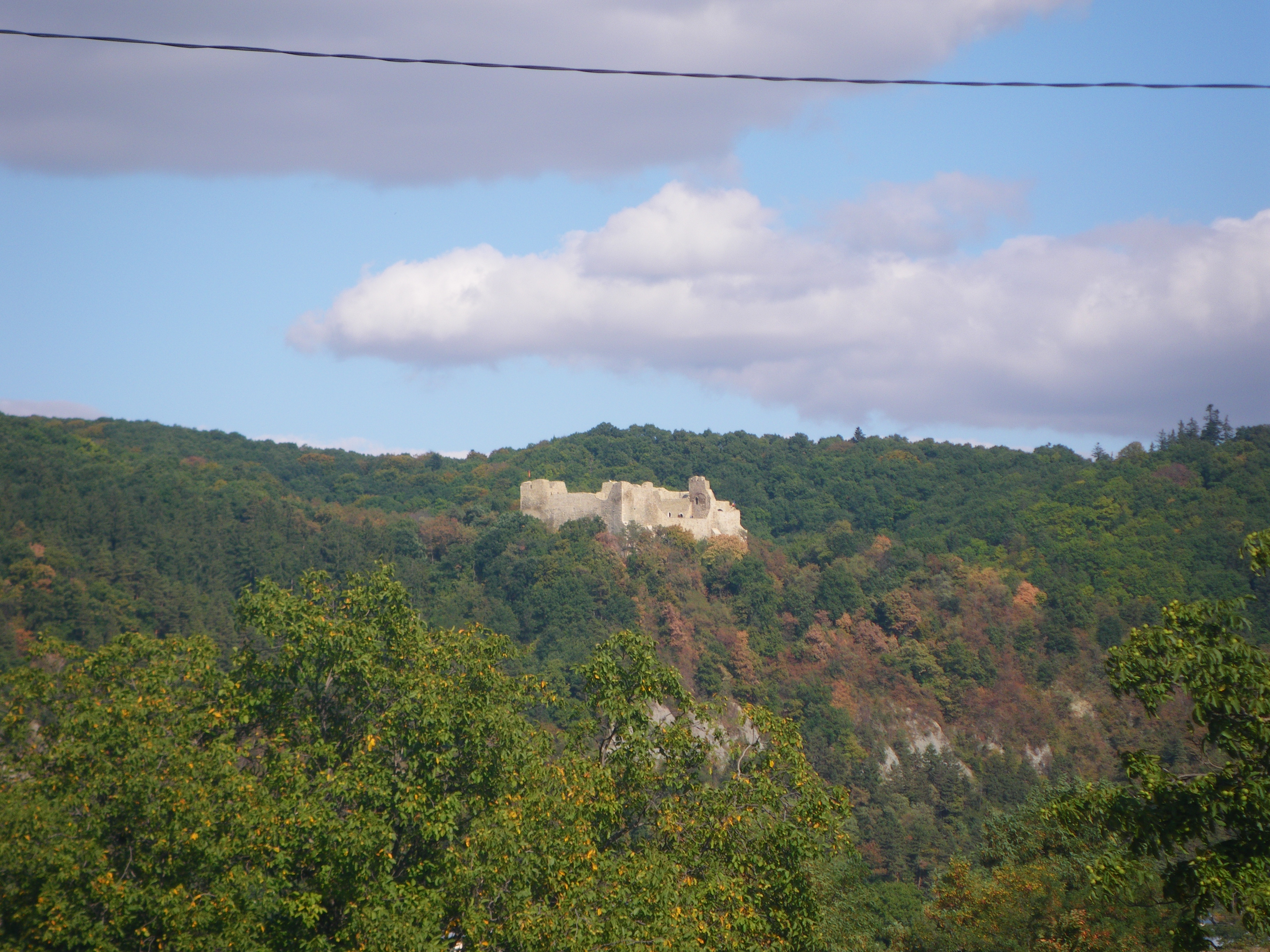
Neamţ Citadel
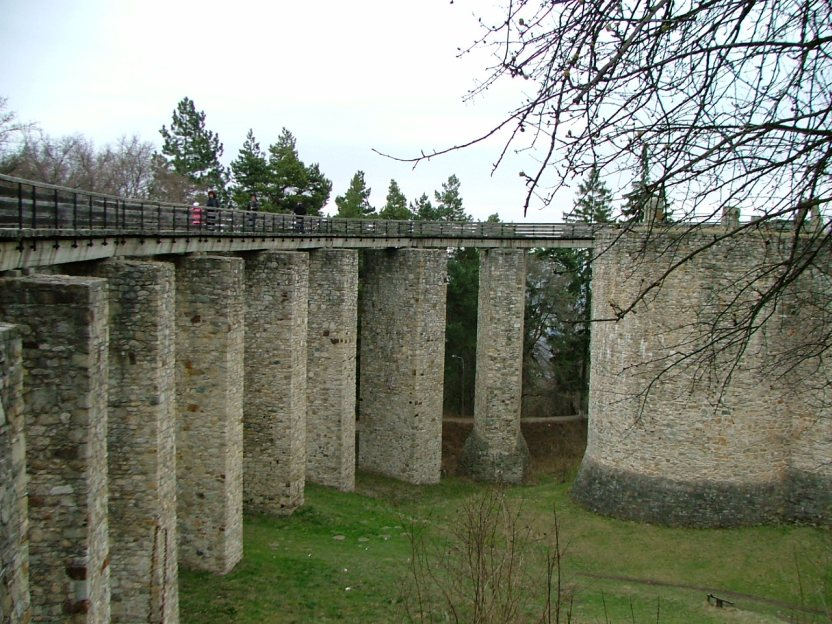
The access bridge in the fortress
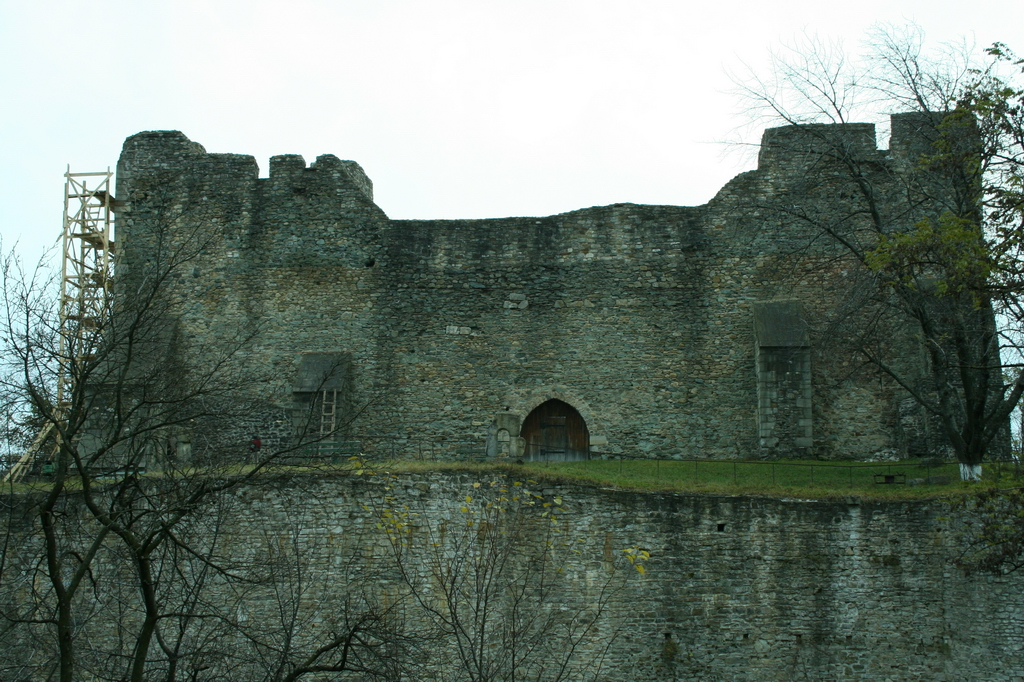
The Northern Wall
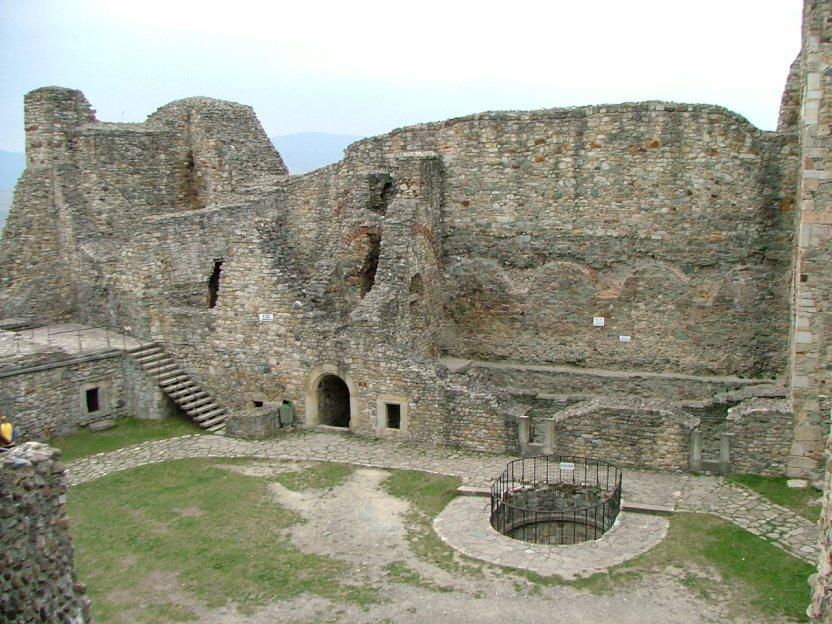
The Western wall
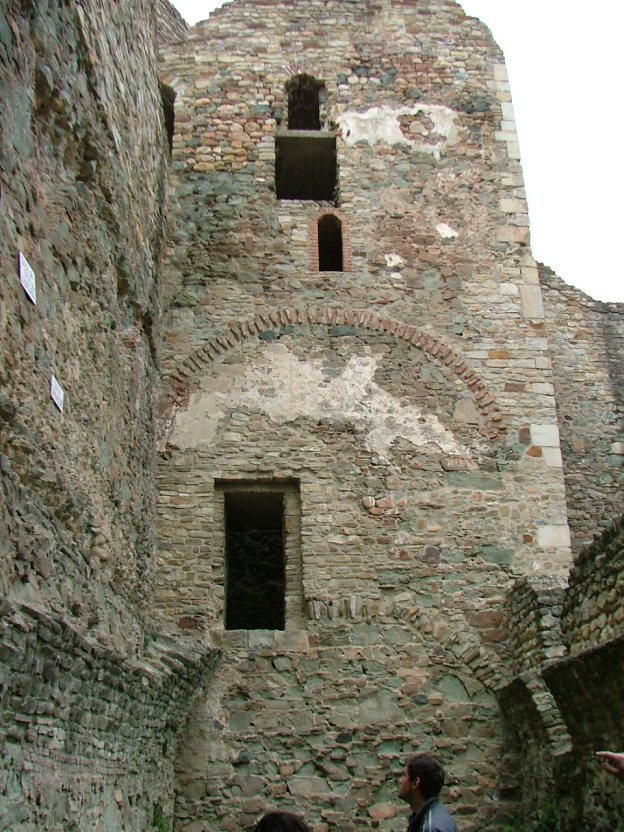
The tower in the northwest corner
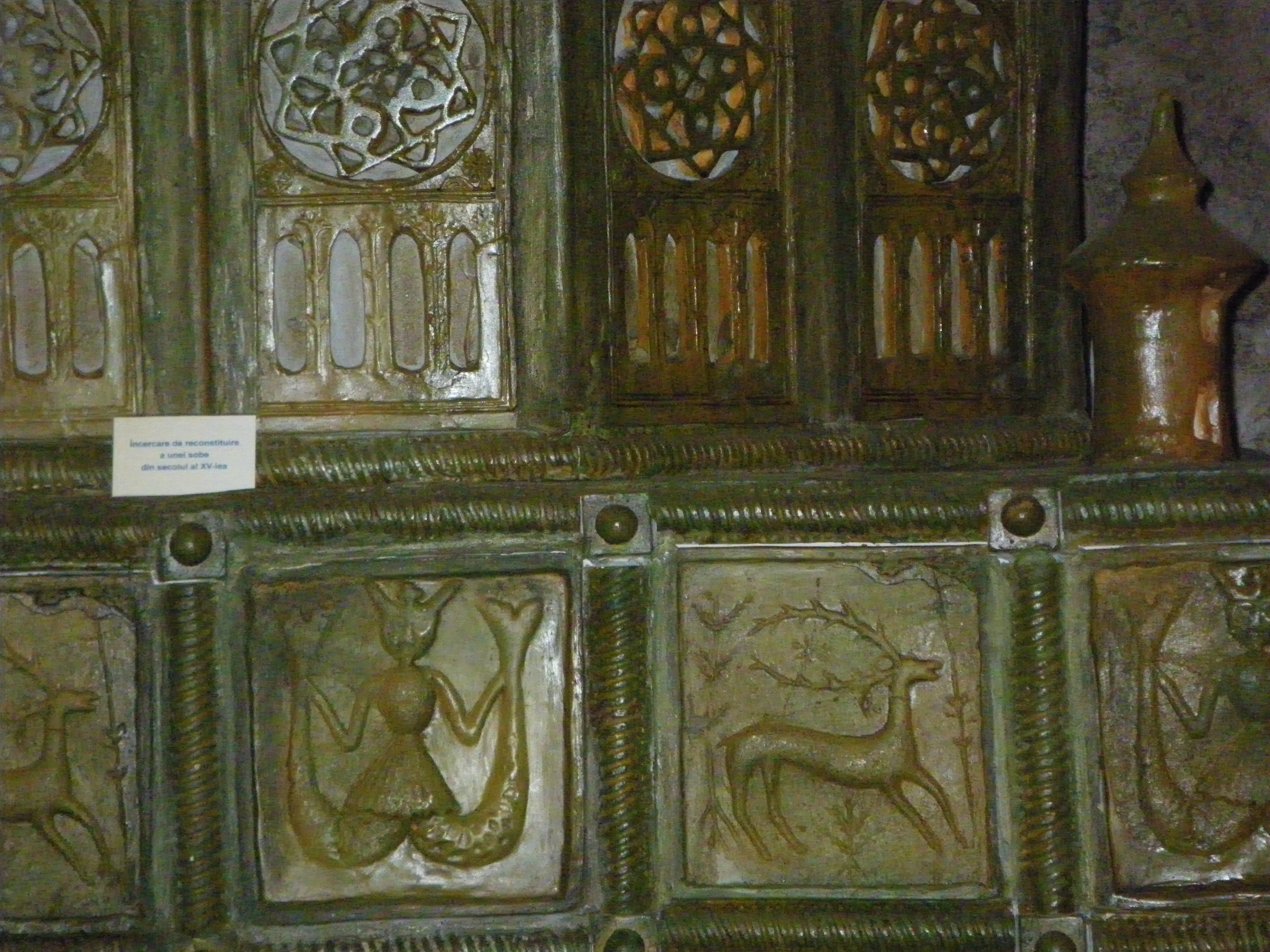
Tiles from Neamț Citadel